# Поду-Туркулуй (комуна)
Поду-Туркулуй (рум. Podu Turcului) — комуна у повіті Бакеу в Румунії. До складу комуни входять такі села (дані про населення за 2002 рік):
- Беленешть (186 осіб)
- Джурджоана (113 осіб)
- Кебешть (869 осіб)
- Леханча (297 осіб)
- Плопу (214 осіб)
- Поду-Туркулуй (2705 осіб)
- Рекушана (58 осіб)
- Сирбі (522 особи)
- Фікітешть (110 осіб)
- Ханца (66 осіб)

Комуна розташована на відстані 220 км на північний схід від Бухареста, 54 км на південний схід від Бакеу, 107 км на південь від Ясс, 99 км на північний захід від Галаца.

## Населення
За даними перепису населення 2002 року у комуні проживали 5140 осіб.
Національний склад населення комуни:
| Національність | Кількість осіб | Відсоток |
| -------------- | -------------- | -------- |
| румуни         | 5135           | 99,9%    |
| угорці         | 3              | 0,1%     |
| болгари        | 1              | < 0,1%   |
| вірмени        | 1              | < 0,1%   |

Рідною мовою назвали:
| Мова      | Кількість осіб | Відсоток |
| --------- | -------------- | -------- |
| румунську | 5137           | 99,9%    |
| угорську  | 3              | 0,1%     |

Склад населення комуни за віросповіданням:
| Релігія            | Кількість осіб | Відсоток |
| ------------------ | -------------- | -------- |
| православні        | 5104           | 99,3%    |
| римо-католики      | 17             | 0,3%     |
| бретрени           | 6              | 0,1%     |
| баптисти           | 2              | < 0,1%   |
| реформати          | 1              | < 0,1%   |
| п'ятдесятники      | 1              | < 0,1%   |
| адвентисти         | 1              | < 0,1%   |
| не вказали релігію | 8              | 0,2%     |